# كارينا الفاريزا
كارينا ألفاريزا (بالإسبانية:Karina Alvariza، من مواليد 11 أبريل 1976) هي لاعبة كرة قدم أرجنتينية دولية تلعب كمهاجم . وهي عضو في منتخب الأرجنتين لكرة القدم للسيدات . كانت جزءًا من الفريق في كأس العالم للسيدات 2003 . على مستوى النادي تلعب لبوكا جونيورز في الأرجنتين. 